# Еміль Гессен-Дармштадський
Еміль Максиміліан Леопольд, принц Гессенський і Рейнський (нім. Emil Maximilian Leopold Prinz von Hessen und bei Rhein; 3 вересня 1790, Дармштадт — 30 квітня 1856, Баден-Баден) — прусський політик і воєначальник, генерал-лейтенант.

## Біографія
Був четвертим сином великого герцога Людвіга I Гессен-Дармштадтського і його дружини — Луїзи Гессен-Дармштадтської. Його брат Людвіг II— великий герцог Гессенський і Прирейнський.
У 1803-1807 роках перебував на прусській військовій службі. З 1808 року — полковник на французькій службі; з 1811 року — генерал-майор, з 1813 року — генерал-лейтенант. Воював на боці Наполеона проти Росії. З 1813 роки знову перебував на прусської службі. У 1830 році отримав звання генерал кавалерії і фельдмаршал-лейтенант.
Після Аахенського конгресу зайнявся державною діяльністю. З 1823 року — дійсний член Першої палати гессенського ландтагу в Дармштадті, в 1832-1849 роках — її президент. Був прихильником військово-монархічної системи управління і Меттерніха.

## Нагороди
- Орден Вільгельма (Гессен), великий хрест
- Орден Людвіга Гессенського, командорський хрест
- Хрест «За вислугу років» (Гессен) для офіцерів (50 років)
- Медаль «За вислугу років» (Гессен)
- Орден Рутової корони
- Орден Заслуг (Саксонія), великий хрест
- Орден Почесного легіону, офіцерський хрест (Франція)

### Нагороди Російської імперії
- Орден Святого Георгія 3-го ступеня (24 червня (6 липня) 1815)
- Орден Святої Анни 1-го ступеня (5 (17) червня 1840)
- Орден Білого Орла (5 (17) червня 1840)
- Орден Святого Олександра Невського (5 (17) червня 1840)
- Орден Андрія Первозванного (5 (17) червня 1840)